# Lachrymae (Leighton)
Lachrymae és una pintura a l'oli sobre tela obra de l'artista prerafaelita Frederic Leighton finalitzada el 1895. L'obra està actualment al Metropolitan Museum of Art. L'escena representa Electra a la tomba del seu pare i és una obra basada en la mateixa escena que la seva Electra a la tomba d'Agamèmnon.

## Descripció
Leighton va titular aquest treball Lachrymae, a partir de la paraula llatina que significa 'llàgrimes'. Amb ocasió de l'exposició a la Royal Academy de Londres el 1895, la premsa va descriure l'obra com un "tipus de dolor senyorial", assenyalant que la dona s'inclinava abatuda davant un monument funerari; la corona marcida als seus peus i els xiprers com a símbols de dol. Pintada cap al final de la vida de Leighton, l'escena reflecteix una passió permanent per l'antiguitat que el va convertir en la llum principal del classicisme britànic. Especialment notables són les tres peces de ceràmica (basades en prototips grecs) i l'enquadrament dins un tabernacle.
Leighton havia fet servir en diverses ocasions recipients ceràmics grecs com accessoris. Ian Jenkins (1983) ha identificat tres tipus de peces en Lachrymae: una hídria blanc-terrosa situada sobre l'estela funerària dòrica, mentre que als peus hi ha un cílix amb figures vermelles i un calpis. L'hídria, segons Jenkins, es basa en una del Museu Britànic que representa unes dones que van a buscar aigua d'una font. Dietrich von Bothmer (1973) del Metropolitan Museum va assenyalar que la font per al cílix decorat amb una figura d'Hermes és una tassa de l'estil d'Euaion al Museu del Louvre. Fins i tot és possible que tota la composició estigui inspirada en una escena de dol d'un lècit de l'Àtica blanc-terrós, un recipient destinat a contenir ofrenes d'oli en una tomba.
Seleccionada per l'artista, suggereix ser una porta d'un temple amb un trompe l'oeil d'una fulla sobre les lloses.
La pintura està en un perfecte estat de conservació.

## Altres peces relacionades
Un estudi composicional dibuixat en guix així com uns dibuixos preliminars per al cap de la figura i de les robes al voltant de la columna es conserven a la Leighton House Museum de Londres; també hi ha un dibuix d'un xiprer al costat d'un claustre que Leighton va fer a Florència el 1854 i que s'utilitza aquí com a referència. Un esbós lineal del conjunt està a la Royal Academy de Londres.